# 芦立訓
芦立 訓（あしだて さとし、1960年（昭和35年）10月7日 - ）は、日本の文部科学官僚。宮城県出身。2021年（令和3年）より、独立行政法人日本スポーツ振興センター理事長。

## 人物・経歴
宮城県出身。宮城県仙台第一高等学校を経て、1985年（昭和60年）上智大学法学部法律学科卒業後、文部省（現・文部科学省）入省。2008年（平成20年）同省スポーツ・青少年局競技スポーツ課長、2012年（平成24年）同省高等教育局国立大学法人支援課長、2013年（平成25年）同省大臣官房総務課長、2014年（平成26年）同省大臣官房審議官（スポーツ・青少年局担当）、2015年（平成27年）内閣官房オリンピック・パラリンピック推進本部事務局総括調整統括官等を経て、2018年（平成30年）同省文部科学審議官（文教担当）に就任。2019年（令和元年）に文部科学省初等中等教育局長事務代理も務めた。2020年文部科学省退職。2021年独立行政法人日本スポーツ振興センター理事長に就任。2022年早稲田大学大学院スポーツ科学研究科修士課程修了。修士（スポーツ科学）。2023年独立行政法人日本スポーツ振興センター理事長に再任（任期は2028年3月まで）。

## 経歴
- 国家公務員上級甲種試験（法律）合格
- 1985年4月　文部省入省[7]
- 1992年4月　香川県教育委員会事務局義務教育課長
- 1995年4月　香川県教育委員会事務局総務課長
- 1995年10月　教育助成局地方課課長補佐
- 1999年4月　教育助成局視学官（併）内閣官房（命）内閣官房「21世紀日本の構想』懇談会担当室主幹
- 2000年3月　（併）内閣官房内政審議室教育改革国民会議担当室
- 2001年1月　文部科学省初等中等教育局教育課程課教育課程企画室長
- 2002年1月　東京大学経理部長
- 2004年4月　国立大学法人東京大学財務部長
- 2004年7月　文部科学省研究振興局学術機関課長
- 2006年4月　文部科学省高等教育局私学部私学助成課長
- 2008年4月　文部科学省スポーツ・青少年局競技スポーツ課長
- 2011年9月　文部科学省高等教育局国立大学法人支援課長
- 2013年7月　文部科学省大臣官房総務課長
- 2014年7月　文部科学省大臣官房審議官（スポーツ・青少年局担当）（併）内閣官房内閣参事官（内閣官房副長官補付）
- 2014年7月　（命）内閣官房2020年オリンピック・パラリンピック東京大会推進室副室長
- 2014年9月　（併）内閣官房副長官補付
- 2015年4月　内閣官房内閣審議官（内閣官房副長官補付）（命）内閣官房2020年オリンピック。パラリンピック東京大会推進室長代理
- 2015年6月　（命）内閣官房東京オリンピック競技大会・東京パラリンピック競技大会推進本部事務局総括調整統括官
- 2018年10月　文部科学審議官
- 2020年7月　辞職
- 2021年1月　独立行政法人日本スポーツ振興センター理事長